# Saint-Cyr-sur-Loire
Saint-Cyr-sur-Loire è un comune francese di 16 372 abitanti situato nel dipartimento dell'Indre e Loira nella regione del Centro-Valle della Loira.

## Società

### Evoluzione demografica
Abitanti censiti

## Amministrazione

### Gemellaggi
- Katrineholm, Svezia, dal 24 giugno 1979
- Meinerzhagen, Germania, dal 12 aprile 1987
- Newark-on-Trent, Gran Bretagna, dall'11 aprile 1993
- Valls, Spagna, dall'11 aprile 1999
- Ptuj, Slovenia, dal 1999
- Morphou, Cipro, dal 19 ottobre 2001